# Capitoli di Capitan Tsubasa - Holly e Benji

Copertina del primo volume dell'edizione italiana

Questa è la lista dei capitoli di Capitan Tsubasa - Holly e Benji, manga di Yōichi Takahashi. La serie si sviluppa attorno alla crescita del giovane calciatore giapponese Tsubasa Ozora, nella sua ascesa dalla squadra della scuola elementare Nankatsu alla vittoria del torneo di Parigi con la Nazionale Under 15 del suo Paese.
Il manga è stato pubblicato dalla Shūeisha sulla rivista Weekly Shōnen Jump dal 1981 al 1988 ed è stato poi messo in commercio in 37 tankōbon pubblicati da gennaio 1982 a marzo 1989. L'edizione tankōbon conta 114 capitoli in luogo dei 356 serializzati su Weekly Shōnen Jump: infatti per la pubblicazione in volumi molti capitoli furono fusi tra loro per formare capitoli più lunghi, e per questo motivo diversi albi contengono insolitamente pochi o addirittura un solo capitolo.
Il manga è suddiviso in tre archi narrativi: Kids' Dream (volumi 1-13), relativo al campionato delle elementari, Boys' Fight (volumi 13-25), relativo al campionato delle medie, e J Boys' Challenge (volumi 25-37), relativo al mondiale giovanile di Parigi. Una ristampa in 21 volumi in formato bunkoban è stata commercializzata dall'8 dicembre 1997 al 18 febbraio 1999. L'edizione italiana di Capitan Tsubasa è stata pubblicata da Star Comics sulla testata Techno tra il febbraio 2000 e febbraio 2003, a cadenza settimanale.
| Indice Lista volumi 1 2 3 4 5 6 7 8 9 10 11 12 13 14 15 16 17 18 19 22 23 24 25 26 27 28 29 30 31 32 33 34 35 36 37 Note |

## Lista volumi
| Nº | Titolo italiano Giapponese 「Kanji」 - Rōmaji | Data di prima pubblicazione          | Data di prima pubblicazione |
| Nº | Titolo italiano Giapponese 「Kanji」 - Rōmaji | Giapponese                           | Italiano                    |
| 1  | Capitan Tsubasa 1 「キャプテン翼 第1巻」 - Kyaputen Tsubasa 1 | 9 gennaio 1982 ISBN 4-08-851281-2    | 1º febbraio 2000            |
| 1  | Capitoli - 1. Parti verso il cielo grande! (大空へはばたけ!の巻?, Ōzora he habatake! no maki) - 2. Prendi il volo (とんだっ!の巻?, Ton da?! no maki) - 3. La nuova squadra di calcio della scuola Nankatsu, via! (ニュー南葛小サッカー部スタートの巻?, Nyū Nankatsu shō sakkā bu sutāto no maki) - 4. La grande responsabilità del club di calcio (責任重大サッカー部の巻?, Sekinin jūdai sakkā bu no maki) |                                      |                             |
| 1  | Trama Tsubasa Ozora è un bambino appassionato di calcio che sogna un giorno di vincere il campionato mondiale con il Giappone. Trasferitosi nella cittadina di Nankatsu, nella prefettura di Shizuoka, Tsubasa si iscrive per l'ultimo anno delle elementari nella scuola pubblica Nankatsu. Subito conosce Ryo Ishizaki, il capitano della squadra di calcio della scuola, di cui entra a far parte anche lui; Genzo Wakabayashi, il portiere della rivale Shutetsu, che gode della fama di essere pressoché imbattibile; e Roberto Hongo, asso brasiliano di origine giapponese che fu salvato dal padre di Tsubasa qualche tempo prima, dopo che aveva cercato di suicidarsi per via di un problema agli occhi che lo aveva costretto a terminare la carriera anzitempo, e che in segno di gratitudine diventerà l'allenatore personale di Tsubasa e ne affinerà la tecnica. |                                      |                             |
| 2  | Capitan Tsubasa 2 「キャプテン翼 第2巻」 - Kyaputen Tsubasa 2 | 10 maggio 1982 ISBN 4-08-851282-0    | 1º marzo 2000               |
| 2  | Capitoli - 5. Tsubasa il libero (スイーパー翼!の巻?, Suīpā Tsubasa! no maki) - 6. Il lungo tiro del fato (運命のロングシュートの巻?, Unmei no rongu shūto no maki) - 7. Sono Misaki Taro (ボクは岬太郎の巻?, Boku ha Misaki Tarō no maki) - 8. Ultima scena rinvigorente (さわやかな幕切れの巻?, Sawayaka na makugire no maki) |                                      |                             |
| 2  | Trama Tsubasa inizia la sua prima partita giocando come difensore nel derby con la rivale Shutetsu, impedendo a Izawa, Taki e Kisugi di segnare nel primo tempo, mentre nella ripresa viene spostato in attacco. Grazie all'apporto di Tsubasa, Roberto e del nuovo giocatore Taro Misaki, anch'egli appena trasferitosi a Nankatsu per seguire i vagabondaggi del padre pittore, la Nankatsu esce imbattuta per la prima volta dal confronto con i rivali con il risultato di 2-2. |                                      |                             |
| 3  | Capitan Tsubasa 3 「キャプテン翼 第3巻」 - Kyaputen Tsubasa 3 | 10 agosto 1982 ISBN 4-08-851283-9    | 1º aprile 2000              |
| 3  | Capitoli - 9. La richiesta sorprendente di Roberto (ロベルトの意外な申し出の巻?, Roberuto no igai na mōshide no maki) - 10. L'apparizione di Kojiro (小次郎あらわるの巻?, Kojirō ara waru no maki) - 11. Il nuovo viaggio di ciascuno (それぞれの旅立ちの巻?, Sorezore no tabidachi no maki) - 12. Una partita sorprendentemente difficile (思わぬ苦戦の巻?, Omowa nu kusen no maki) - 13. Playmaker Tsubasa (ゲームメーカー翼の巻?, Gēmu Mēkā Tsubasa no maki) |                                      |                             |
| 3  | Trama Viene creata una squadra con i migliori elementi di tutte le scuole della città per affrontare le qualificazioni per la prefettura di Shizuoka al campionato nazionale, e Tsubasa ne diventa la punta e capitano. Dopo alcune partite vinte agevolmente, Wakabayashi si infortuna e la Nankatsu deve giocare la semifinale del campionato regionale contro la Shimada. La partita non inizia bene per la Nankatsu che si ritrova subito sotto di due reti, ma grazie a una tripletta di Tsubasa negli ultimi minuti dell'incontro riesce a rimontare e a vincere. |                                      |                             |
| 4  | Capitan Tsubasa 4 「キャプテン翼 第4巻」 - Kyaputen Tsubasa 4 | 10 novembre 1982 ISBN 4-08-851284-7  | 1º maggio 2000              |
| 4  | Capitoli - 14. Chi è quella ragazza? (あの子はだーれ？の巻?, Ano ko ha dāre? no maki) - 15. Ora è il paese intero! (さあ全国だ!の巻?, Sā zenkoku da! no maki) - 16. Il nuovo capitano Tsubasa (新キャプテン翼の巻?, Shin kyaputen Tsubasa no maki) - 17. Drawing Of Lots' Mischief (燃えろ南葛!の巻?, Moero minami kazura! no maki) - 18. Brucia Nankatsu! Battere Meiwa!! (明和を倒せ!!の巻?, Meiwa o taose!! no maki) |                                      |                             |
| 4  | Trama Wakabayashi guarisce e può giocare la finale del campionato regionale. Tsubasa viene marcato stretto dagli avversari e nel primo tempo non riesce a segnare. Grazie alle parate di Wakabayashi il primo tempo finisce 0-0. Nella ripresa la squadra avversaria decide di utilizzare una tattica scorretta per segnare: diversi giocatori della squadra avversaria fanno fallo su Wakabayashi per infortunarlo cosa che poi avviene ma anche se infortunato Genzo riesce comunque a lasciare a secco gli avversari e Tsubasa con una tripletta fa vincere la Nankatsu 3-0. La Nankatsu è campione regionale di Shizuoka e si qualifica al campionato nazionale. Inizia il campionato nazionale e la prima partita della Nankatsu, priva di Wakabayashi infortunato, è contro la Meiwa di Kojiro Hyuga. La partita inizia e Tsubasa segna l'1-0 dopo aver vinto lo scontro con Hyuga. |                                      |                             |
| 5  | Capitan Tsubasa 5 「キャプテン翼 第5巻」 - Kyaputen Tsubasa 5 | 10 febbraio 1983 ISBN 4-08-851285-5  | 1º giugno 2000              |
| 5  | Capitoli - 19. Il terribile contrattacco della tigre (おそるべき猛虎の逆襲の巻?, Osorubeki mōko no gyakushū no maki) - 20. Non devi temere il tuo amico, la palla! (ボールはともだちこわくない!の巻?, Bōru ha tomodachi kowaku nai! no maki) - 21. Non posso perdere per via del mio sogno (夢だから負けない!の巻?, Yume da kara make nai! no maki) - 22. L'imboscata inaspettata (意外な伏兵の巻?, Igai na fukuhei no maki) - 23. Mostra il tuo talento! Calciatore (本領発揮だ! サッカー小僧の巻?, Honryō hakki da! Sakkā kozō no maki) |                                      |                             |
| 5  | Trama La Meiwa pareggia con un tiro di Hyuga che fa finire in rete anche la riserva di Wakabayashi, Yuzo Morisaki. Ora il portiere ha paura della palla e Sawada segna il 2-1 per il Meiwa approfittando della sua fobia. Tsubasa gli fa prendere coraggio dicendogli che il pallone è un amico e non bisogna averne paura. Misaki segna poi il 2-2. Nella ripresa vengono segnati molti gol, a un minuto dalla fine il risultato è sul 6-6. Alla fine è la Meiwa a vincere grazie a una rete segnata a pochi secondi dalla fine da Sawada. Tsubasa è scontento ma l'allenatore gli ricorda che nel girone anche la seconda passa e vincendo le altre partite la Nankatsu si qualificherebbe agli ottavi. La Nankatsu vince le altre partite e all'ultima giornata della fase a gironi affronta l'Hanawa dei gemelli Tachibana. La prima a passare in vantaggio è la Nankatsu ma l'Hanawa non si arrende e i fratelli Tachibana con una loro tecnica acrobatica pareggiano, infortunando nell'azione il difensore della Nankatsu, Nishio, che viene sostituito da Ishizaki. |                                      |                             |
| 6  | Capitan Tsubasa 6 「キャプテン翼 第6巻」 - Kyaputen Tsubasa 6 | 10 maggio 1983 ISBN 4-08-851286-3    | 1º luglio 2000              |
| 6  | Capitoli - 24. Il grande errore di Ishizaki (石崎の大チョンボ!の巻?, Ishizaki no dai chonbo! no maki) - 25. Gli ultimi 4 minuti! Battaglia decisiva nell'aria (のこり4分! 空中決戦の巻?, No kori 4 fun! Kūchū kessen no maki) - 26. Adesso andiamo! Il torneo decisivo (さあ いくぞ! 決勝トーナメントの巻?, Sā ikuzo! Kesshō tōnamento no maki) - 27. L'asso di vetro Jun Misugi (ガラスのエースJUNMISUGIの巻?, Garasu no ēsu Jun Misugi no maki) |                                      |                             |
| 6  | Trama Ishizaki segna un autogol e porta l'Hanawa in vantaggio. Proprio Ishizaki si riscatta però dell'errore rubando palla ai Tachibana ed effettuando un lungo tiro che viene deviato da Misaki che segna il 2-2. Tsubasa a pochi secondi dalla fine imita la tecnica dei Tachibana segnando il 3-2 che permette alla Nankatsu di accedere agli ottavi di finale. Nella prima semifinale del torneo la Meiwa affronta la Furano, con Hyuga il quale, per il continuo alternarsi tra la sua squadra e vari lavori per aiutare la sua famiglia, non è al meglio della condizione fisica. Sul risultato di 2-2, il neo entrato portiere Ken Wakashimazu para un rigore a Matsuyama Hikaru e nella giocata successiva Hyuga sigla il 3-2 della vittoria per la Meiwa. Anche la Nankatsu accede alla semifinale, dove affronta la Musashi del campione Jun Misugi. Prima del match, tuttavia, Tsubasa apprende dalla fidanzata di Misugi che egli è malato di cuore, e questa rivelazione lo fa esitare. |                                      |                             |
| 7  | Capitan Tsubasa 7 「キャプテン翼 第7巻」 - Kyaputen Tsubasa 7 | 10 agosto 1983 ISBN 4-08-851287-1    | 1º agosto 2000              |
| 7  | Capitoli - 28. Combattimento feroce! Meiwa contro Furano (激闘! 明和V.S.富良野の巻?, Gekitō! Meiwa V.S. Furano no maki) - 29. L'inizio del confronto da sogno (夢の対決 さあキックオフ!の巻?, Yume no taiketsu sā kikkuofu! no maki) |                                      |                             |
| 7  | Trama La partita inizia male per la Nankatsu, infatti Misugi segna subito il gol dell'1-0. |                                      |                             |
| 8  | Capitan Tsubasa 8 「キャプテン翼 第8巻」 - Kyaputen Tsubasa 8 | 10 novembre 1983 ISBN 4-08-851288-X  | 1º settembre 2000           |
| 8  | Capitoli - 30. Il piano segreto di Musashi (武蔵の秘策の巻?, Musashi no hisaku no maki) - 31. Tsubasa non sa volare (とべない翼の巻?, Tobe nai Tsubasa no maki) - 32. La rinascita dell'asso (エース復活!!の巻?, Ēsu fukkatsu!! no maki) - 33. Sfida alla sua vita! (延命への挑戦!の巻?, Enmei he no chōsen! no maki) |                                      |                             |
| 8  | Trama Tsubasa riesce a pareggiare ma dopo quel gol non riesce più a segnare per via della tattica del fuorigioco utilizzata dalla Musashi. Misugi segna in rovesciata il gol del 2-1 e il primo tempo finisce così. Nell'intervallo, Misugi rimprovera la fidanzata per quel che ha detto a Tsubasa. Nel secondo tempo la Musashi segna il goal del 3-1 con Honma. Tsubasa è scoraggiato e si è ormai arreso ma Misaki sul campo e Wakabayashi dagli spalti lo fanno riprendere cosicché riesce a segnare due gol in successione portando il risultato sul 3-3. Misugi sente male al cuore ma riesce comunque a segnare il 4-3. |                                      |                             |
| 9  | Capitan Tsubasa 9 「キャプテン翼 第9巻」 - Kyaputen Tsubasa 9 | 10 febbraio 1984 ISBN 4-08-851289-8  | 1º ottobre 2000             |
| 9  | Capitoli - 34. Non sarà la mia partita d'addio (さよならゲームにしたくない!!の巻?, Sayonara gēmu ni shi taku nai!! no maki) - 35. Adesso verso la finale (いざ 決勝戦!!の巻?, Iza kesshō sen!! no maki) - 36. Il ritorno del portiere geniale (天才キーパー復活の巻?, Tensai kīpā fukkatsu no maki) - 37. Gol inaspettato (思わぬゴール!の巻?, Omowa nu gōru! no maki) |                                      |                             |
| 9  | Trama Sembra che la partita sia vinta per la Musashi, ma a 15 secondi dalla fine Tsubasa fa un assist in rovesciata per Misaki che segna di testa. Proprio prima del fischio finale infine, Tsubasa con un tiro dalla lunga distanza segna il 5-4 e la Nankatsu si qualifica per la finale. Nella Nankatsu ritorna tra i pali Wakabayashi. La finale inizia e Hyuga si ostina a tirare da fuori area per infrangere la leggenda dell'imbattibilità di Wakabayashi da fuori area. Tsubasa e Misaki tentano di segnare a Wakashimazu che però para tutti i loro tiri. Alla fine tirano contemporaneamente il twin shot che entra in porta. 1-0 per la Nankatsu. |                                      |                             |
| 10 | Capitan Tsubasa 10 「キャプテン翼 第10巻」 - Kyaputen Tsubasa 10 | 8 giugno 1984 ISBN 4-08-851290-1     | 1º novembre 2000            |
| 10 | Capitoli - 38. Eliminazione di un asso (エース失格!?の巻?, Ēsu shikkaku!? no maki) - 39. Fine primo tempo (最後のハーフタイムの巻?, Saigo no hāfutaimu no maki) - 40. Tenacia, definitivamente tenacia (執念…まさに執念!!の巻?, Shūnen... masani shūnen!! no maki) - 41. Ce la faremo! (おれたちがやるんだ!!の巻?, Ore tachi ga yarun da!! no maki) - 42. Contrattacco fiammante (炎のカウンターアタックの巻?, Honō no kauntā atakku no maki) |                                      |                             |
| 10 | Trama Nella ripresa Hyuga anche a causa degli infortuni di Wakabayashi, Misaki e Tsubasa, riesce a ribaltare il risultato portandolo sul 2-1 per la Meiwa. |                                      |                             |
| 11 | Capitan Tsubasa 11 「キャプテン翼 第11巻」 - Kyaputen Tsubasa 11 | 10 agosto 1984 ISBN 4-08-851291-X    | 1º dicembre 2000            |
| 11 | Capitoli - 43. L'ultima delle ultime occasioni! (最後の最後のワンチャンス!の巻?, Saigo no saigo no wan chansu! no maki) - 44. Il calcio d'avvio dei tempi supplementari (延長戦キックオフの巻?, Enchō sen kikkuofu no maki) - 45. La volontà di lottare per la vittoria (勝利への闘志!!の巻?, Shōri he no tōshi!! no maki) |                                      |                             |
| 11 | Trama Allo scadere Tsubasa segna di testa il 2-2 in un'azione che vede coinvolti anche Misaki e Wakabayashi, seppur infortunati. Si va quindi ai supplementari, ma questi finiscono 2-2 (con gol annullato alla fine dei primi 5 minuti di extra) e poiché il risultato è ancora in parità si giocano due ulteriori tempi supplementari. |                                      |                             |
| 12 | Capitan Tsubasa 12 「キャプテン翼 第12巻」 - Kyaputen Tsubasa 12 | 9 novembre 1984 ISBN 4-08-851292-8   | 1º gennaio 2001             |
| 12 | Capitoli - 46. Difendi! Nankatsu (守れ! 南葛の巻?, Mamore! Minami kazura no maki) - 47. L'ultima Golden Combi Play (最後の黄金コンビプレイの巻?, Saigo no ōgon konbi purei no maki) - 48. Momento di gloria (栄光の瞬間の巻?, Eikō no shunkan no maki) - 49. Addio improvviso (突然のサヨナラの巻?, Totsuzen no sayonara no maki) |                                      |                             |
| 12 | Trama Wakabayashi propone a Tsubasa e Misaki di difendere nel primo tempo supplementare per poi attaccare nel secondo. Inizia il primo tempo supplementare e il Meiwa attacca mentre la Nankatsu si difende. Nel secondo tempo Tsubasa segna il gol del 3-2 in rovesciata. Hyuga prova a pareggiare sfruttando l'infortunio di Genzo ma Misaki salva sulla linea. In contropiede Tsubasa segna il gol del 4-2. La Nankatsu diviene quindi la squadra campione del Giappone categoria elementari. Hyuga viene invitato da due talent scout, che lo avevano osservato per tutto il corso della partita, ad entrare nella Toho. Tsubasa scopre invece che Roberto è partito in Brasile senza di lui e tenta di raggiungerlo all'aeroporto, ma non ci riesce. |                                      |                             |
| 13 | Capitan Tsubasa 13 「キャプテン翼 第13巻」 - Kyaputen Tsubasa 13 | 10 gennaio 1985 ISBN 4-08-851293-6   | 1º febbraio 2001            |
| 13 | Capitoli - 50. Ognuno si mette in viaggio (それぞれの旅立ちの巻?, Sorezore no tabidachi no maki) - 51. Cerimonia di apertura (始業式の巻?, Shigyō shiki no maki) - 52. La sfida di Otomo (大友中の挑戦の巻?, Ōtomo chū no chōsen no maki) - 53. L'inizio dell'estate (夏の開幕!!の巻?, Natsu no kaimaku!! no maki) |                                      |                             |
| 13 | Trama Un mese dopo la vittoria al torneo delle elementari, Misaki parte col padre per la Francia mentre Wakabayashi va con il suo personal trainer in Germania. Passano tre anni. La Nankatsu di Tsubasa ha vinto due campionati nazionali battendo in entrambe le finali la Toho di Hyuga. Ora vuole vincere anche il terzo per raggiungere in Brasile Roberto per diventare un giocatore professionista. In questi tre anni Tsubasa retrocede nella posizione di trequartista e regista, che non abbandonerà più. |                                      |                             |
| 14 | Capitan Tsubasa 14 「キャプテン翼 第14巻」 - Kyaputen Tsubasa 14 | 10 aprile 1985 ISBN 4-08-851294-4    | 1º marzo 2001               |
| 14 | Capitoli - 54. Lo sguardo fiammante del rivale (ライバルたちの熱いまなざしの巻?, Raibaru tachi no atsui manazashi no maki) - 55. Hayabusa contro Tsubasa (隼対翼の巻?, Hayabusa tai Tsubasa no maki) |                                      |                             |
| 14 | Trama La Nankatsu arriva alla finale del campionato regionale di Shizuoka dove affronta l'Otomo del bomber Shun Nitta e degli ex Urabe, Nishio, Nakayama e Kishida. Nel primo tempo Tsubasa marca Nitta impedendogli di segnare, poi al 30° segna con un gran tiro al volo. Nella ripresa Nitta trova il tiro molte volte riuscendo dopo vari tentativi falliti a segnare il gol del pareggio. Tsubasa riesce però a segnare il 2-1 e subito dopo Taki segna il gol del 3-1. Nitta non riesce più a toccare palla perché tutti i passaggi per lui vengono intercettati dai difensori avversari e la Nankatsu riesce così a vincere il campionato regionale di Shizuoka e a qualificarsi al campionato nazionale. |                                      |                             |
| 15 | Capitan Tsubasa 15 「キャプテン翼 第15巻」 - Kyaputen Tsubasa 15 | 10 luglio 1985 ISBN 4-08-851295-2    | 1º aprile 2001              |
| 15 | Capitoli - 56. Hyuga contro Misugi (日向対三杉の巻(1)?, Hyuga tai Misugi no maki (1)) - 57. Hyuga contro Misugi 2 (日向対三杉の巻(2)?, Hyuga tai Misugi no maki (2)) - 58. Incontrarsi in un paese straniero (異郷の出会いの巻?, Ikyō no deai no maki) - 59. Rinato nel mezzo della bufera (嵐の中の復活の巻?, Arashi no naka no fukkatsu no maki) |                                      |                             |
| 15 | Trama A Tokyo intanto si gioca la finale del campionato regionale Toho-Musashi. La Toho sta vincendo 3-0 grazie a una tripletta di Hyuga quando entra Misugi. Guidata dal "baronetto del calcio", che mette a segno un'incredibile doppietta, la Musashi rimonta fino al risultato di 3-2 ma infine il capitano è costretto a tornare in panchina a causa della sua malattia al cuore. La Toho vince e si qualifica così al campionato nazionale. Alla fine della partita il suo ex mister Kira dice a Hyuga che ha perso la grinta e se vuole battere Tsubasa deve andare da lui a allenarsi. Lui lo fa e inventa un potentissimo tiro, il tiger shot. Ma l'allenatore del Toho, Kitazume, arrabbiato per il fatto che abbia lasciato il ritiro senza permesso lo mette fuori rosa. |                                      |                             |
| 16 | Capitan Tsubasa 16 「キャプテン翼 第16巻」 - Kyaputen Tsubasa 16 | 9 ottobre 1985 ISBN 4-08-851296-0    | 1º maggio 2001              |
| 16 | Capitoli - 60. L'esplosione di potenza di Kamisori (カミソリパワー爆発の巻?, Kamisori pawā bakuhatsu no maki) - 61. La specialità dell'asso (エースの本領!の巻?, Ēsu no honryō! no maki) - 62. La decisione di tutti (それぞれの決意の巻?, Sorezore no ketsui no maki) - 63. La nuova meravigliosa giocata aerea combinata (奇跡の新空中コンビプレイの巻?, Kiseki no shin kūchū konbipurei no maki) |                                      |                             |
| 16 | Trama Si giocano i trentaduesimi di finale e la Nankatsu incontra la Azumaichi di Makoto Soda, che ha eliminato a sorpresa la Naniwa di Taichi Nakanishi. L'Azumaichi passa in vantaggio grazie al Razor Shot di Soda. Soda marca stretto Tsubasa e dopo ripetuti interventi al limite lo infortuna alla gamba; ma Tsubasa riesce comunque a passare a Takasugi che segna di testa il gol del pareggio. Soda smette di marcare Tsubasa e va al contrattacco ma il suo Razor Shot viene però parato da Morisaki, sotto suggerimento di Tsubasa. In contropiede Tsubasa segna il gol del 2-1. La Nankatsu accede così ai sedicesimi. La Nankatsu si qualifica agli ottavi dove incontra l'Hanawa dei gemelli Tachibana. La Nankatsu si porta in vantaggio di due gol con Taki e Kisugi ma l'Hanawa non si arrende e i Tachibana accorciano le distanze con il nuovo tiro, lo Skylab Hurricane. |                                      |                             |
| 17 | Capitan Tsubasa 17 「キャプテン翼 第17巻」 - Kyaputen Tsubasa 17 | 6 dicembre 1985 ISBN 4-08-851297-9   | 1º giugno 2001              |
| 17 | Capitoli - 64. Di nuovo sul campo di battaglia!! (戦場へふたたび!!の巻?, Senjō he futatabi!! no maki) - 65. Furano va al fronte (ふらの出陣!!の巻?, Fura no shutsujin!! no maki) |                                      |                             |
| 17 | Trama Tsubasa subisce un infortunio alla spalla e nella ripresa l'Hanawa pareggia grazie a un altro Skylab Hurricane. Tsubasa riesce comunque a segnare nel finale il gol della vittoria che vale i quarti di finale. Nei primi due quarti di finale la Meiwa batte la Kanawa mentre la Toho, seppur orfana di Hyuga batte 3-0 la Chubu. Nella terza partita la Furano di Matsuyama supera 2-1 la Minami Uwa alla sua prima partecipazione a un campionato nazionale. Nei tre anni passati dal torneo di Yomiuri Land la Furano è di per sé invariata mantenendo un gioco basato sul collettivo. Dalla semifinale persa da allora Matsuyama sogna di poter riprendersi la rivincita contro Hyuga. La Minami passa in vantaggio ma Matsuyama ricompatta la squadra attorno a sé e la porta in pareggio. Regala poi l'assist per il goal del vantaggio siglato da Oda. La Furano si qualifica così come terza alle semifinali, dove affronterà la vincente tra Nankatsu e Hirado. |                                      |                             |
| 18 | Capitan Tsubasa 18 「キャプテン翼 第18巻」 - Kyaputen Tsubasa 18 | 10 gennaio 1986 ISBN 4-08-851298-7   | 1º luglio 2001              |
| 18 | Capitoli - 66. Il cavallo nero impaurito (恐怖の伏兵ダークホースツーの巻?, Kyōfu no fukuhei dākuhōsutsū no maki) - 67. Tsubasa la fenice (不死鳥・翼の巻?, Fushichō Tsubasa no maki) |                                      |                             |
| 18 | Trama Ai quarti la Nankatsu incontra l'Hirado del difensore Hiroshi Jito e dell'attaccante Mitsuru Sano. Nel primo tempo l'Hirado domina e si va all'intervallo con il risultato di 3-0 per la Hirado con doppietta di Sano e gol di Jito. Nella ripresa però Tsubasa segna una doppietta con il suo nuovo tiro Drive Shot e tiene vive le speranze per la Nankatsu. |                                      |                             |
| 19 | Capitan Tsubasa 19 「キャプテン翼 第19巻」 - Kyaputen Tsubasa 19 | 10 marzo 1986 ISBN 4-08-851299-5     | 1º agosto 2001              |
| 19 | Capitoli - 68. Lavoro di squadra (不滅のチームワークの巻?, Fumetsu no chīmuwāku no maki) - 69. L'avvio delle semifinali (準決勝開戦の巻?, Junkesshō kaisen no maki) - 70. Gli incoraggiamenti della tigre (猛虎ゲキる!の巻?, Mōko gekiru! no maki) - 71. Numero 10 contro numero 10 (背番号10対背番号10の巻?, Sebangō 10 tai sebangō 10 no maki) |                                      |                             |
| 19 | Trama Tsubasa segna anche la terza rete portando il risultato in parità, e negli ultimi minuti Kisugi segna il gol partita. La Nankatsu accede così alle semifinali dove se la vedrà con la Furano. Nella prima semifinale del torneo la affronta la Meiwa, l'ex squadra di Hyuga, Sawada e Wakashimazu. Prima di scendere in campo la Toho si ripromette di giocare l'ultima partita senza il loro capitano, e di boicottare la finale nel caso in cui il mister lo tenga relegato in panchina anche in quell'occasione. All'inizio gioca meglio la squadra di Saitama, che annulla tutte le manovre a centrocampo di Sawada e passa pure in vantaggio. A 10 minuti dalla fine la Meiwa sembra ipotecare la finale ma Hyuga dalla panchina incoraggia i suoi a non arrendersi e la Toho pareggia con Sorimachi. Intanto il mister della nazionale giovanile Mikami ha quasi terminato la lista dei giocatori da portare in Francia per il mondiale Under 16, con l'intenzione di convocare anche Hyuga malgrado il suo inutilizzo sinora al torneo, mentre in panchina i rapporti tra il capitano e l'allenatore del Toho diventano sempre più tesi. Nei tempi supplementari Wakashimazu porta in vantaggio la squadra sul 2-1 qualificandola per la finale. La Nankatsu affronta la Furano di Matsuyama, il quale porta in vantaggio la sua squadra con l'Eagle Shot. |                                      |                             |
| 20 | Capitan Tsubasa 20 「キャプテン翼 第20巻」 - Kyaputen Tsubasa 20 | 9 maggio 1986 ISBN 4-08-851300-2     | 1º settembre 2001           |
| 20 | Capitoli - 72. Promessa di ribaltare il risultato (逆転への誓いの巻?, Gyakuten he no chikai no maki) - 73. Attacco collettivo (攻撃も全員で!!の巻?, Kōgeki mo zenin de!! no maki) - 74. La fenice è volata (不死鳥とんだ…の巻?, Fushichō ton da... no maki) - 75. La sfida scritta della tigre (猛虎の挑戦状の巻?, Mōko no chōsen jō no maki) |                                      |                             |
| 20 | Trama Tsubasa pareggia i conti in rovesciata. La Nankatsu passa poi in vantaggio con Izawa, ma la Furano pareggia grazie ad un'azione tutta corale. Nel finale arriva il gol del 3-2 per la Nankatsu realizzato da Tsubasa con il Drive Shot nonostante un infortunio alla spalla. In serata Hyuga, grazie all'aiuto dei suoi compagni, riesce a convincere il mister della Toho a fargli giocare la finale contro la Nankatsu. |                                      |                             |
| 21 | Capitan Tsubasa 21 「キャプテン翼 第21巻」 - Kyaputen Tsubasa 21 | 10 luglio 1986 ISBN 4-08-851871-3    | 1º ottobre 2001             |
| 21 | Capitoli - 76. Il calcio d'inizio del secolo (世紀のキックオフの巻?, Seiki no kikkuofu no maki) - 77. Il nuovo confronto predestinato (宿命の対決ふたたびの巻?, Shukumei no taiketsu futatabi no maki) |                                      |                             |
| 21 | Trama Si gioca così la finale tra Nankatsu e Toho. Nei primi minuti Hyuga segna il gol del vantaggio per la Toho con il Tiger Shot tirato dalla fascia laterale di centrocampo, ma pochi minuti dopo Tsubasa pareggia con il Drive Shot. Wakashimazu riesce a parare il tiro ma non trattiene e finisce in rete con tutto il pallone. |                                      |                             |
| 22 | Capitan Tsubasa 22 「キャプテン翼 第22巻」 - Kyaputen Tsubasa 22 | 10 settembre 1986 ISBN 4-08-851872-1 | 1º novembre 2001            |
| 22 | Capitoli - 78. Re Toho (王者・東邦!!の巻?, Ōja Tōhō!! no maki) - 79. Finalmente entriamo nel secondo tempo (ついに後半戦突入!の巻?, Tsuini kōhan sen totsunyū! no maki) |                                      |                             |
| 22 | Trama Hyuga segna un gol sfondando la difesa della Nankatsu, mentre Wakashimazu tiene a galla la sua squadra con delle parate formidabili. |                                      |                             |
| 23 | Capitan Tsubasa 23 「キャプテン翼 第23巻」 - Kyaputen Tsubasa 23 | 10 novembre 1986 ISBN 4-08-851873-X  | 1º dicembre 2001            |
| 23 | Capitoli - 80. Lottatori incandescenti, la tigre e Tsubasa (灼熱の闘士 猛虎＆翼!!の巻?, Shakunetsu no tōshi mōko & Tsubasa!! no maki) |                                      |                             |
| 23 | Trama Hyuga porta la sua squadra sul 3-1. Sembra finita ma Tsubasa non si arrende. Infatti nei minuti finali del primo tempo Tsubasa accorcia le distanze ritirando il Tiger Shot di Hyuga. Wakashimazu resta impietrito per la potenza combinata dei due tiri e non può far nulla. Inizia la ripresa e in seguito a un'azione dove vengono impiegati tutti i giocatori della Nankatsu, Tsubasa pareggia in rovesciata. |                                      |                             |
| 24 | Capitan Tsubasa 24 「キャプテン翼 第24巻」 - Kyaputen Tsubasa 24 | 9 gennaio 1987 ISBN 4-08-851874-8    | 1º gennaio 2002             |
| 24 | Capitoli - 81. Il gol per ripartire! (旅立ちのゴールへ!の巻?, Tabidachi no gōru he! no maki) - 82. Miracle Drive Shoot (ミラクルドライブシュートの巻?, Mirakuru doraibu shūto no maki) - 83. V1 contro V3 (Ｖ１対Ｖ３の巻?, V1 tai V3 no maki) |                                      |                             |
| 24 | Trama I 60 minuti terminano in parità e si devono giocare i tempi supplementari. Al 1º minuto dei tempi supplementari Tsubasa porta in vantaggio i suoi con il Miracle Shot poi si ritira in difesa a causa del suo infortunio. |                                      |                             |
| 25 | Capitan Tsubasa 25 「キャプテン翼 第25巻」 - Kyaputen Tsubasa 25 | 10 marzo 1987 ISBN 4-08-851875-6     | 1º febbraio 2002            |
| 25 | Capitoli - 84. Partenza per il domani (明日への旅立ちの巻?, Ashita he no tabidachi no maki) - 85. L'inizio di una nuova sfida (新たなる挑戦スタートの巻?, Arata naru chōsen sutāto no maki) |                                      |                             |
| 25 | Trama Al 30° Hyuga pareggia in rovesciata. Poiché nessuna delle due squadre ha vinto il trofeo va sia alla Nankatsu che alla Toho. Intanto vengono convocati i migliori giocatori giapponesi in nazionale per giocare il torneo U16 di Parigi. Prima di partire per l'Europa la nazionale vince tre amichevoli contro squadre appartenenti alle scuole superiori grazie alle reti di Hyuga. Tsubasa resta a Shizuoka per poter smaltire gli infortuni. |                                      |                             |
| 26 | Capitan Tsubasa 26 「キャプテン翼 第26巻」 - Kyaputen Tsubasa 26 | 8 maggio 1987 ISBN 4-08-851876-4     | 1º marzo 2002               |
| 26 | Capitoli - 86. Saluti da un vecchio nemico (旧敵へのあいさつの巻?, Kyū Teki he no aisatsu no maki) - 87. Un fuoriclasse (プロの戦士!!の巻?, Puro no senshi!! no maki) |                                      |                             |
| 26 | Trama Per poter dare un approccio ai propri giocatori col calcio europeo e conoscerne il potenziale, il Giappone intraprende un tour di amichevoli prima del torneo francese. La prima partita è contro le giovanili dell'Amburgo dove gioca Wakabayashi, diventato in tre anni dal suo arrivo il miglior portiere a livello giovanile in Germania, e i nazionali tedeschi Hermann Kaltz e Karl Heinz Schneider. Partono bene i nipponici padroni del campo, ma nessuno dei loro tiri speciali riesce a superare Wakabayashi, che li para tutti. Poi l'Amburgo fa sul serio ed in poco tempo rifila tre reti agli asiatici tutte con Schneider. Wakashimazu riesce a parare un tiro di Schneider dalla lunga distanza ma rimedia un infortunio alla mano destra. |                                      |                             |
| 27 | Capitan Tsubasa 27 「キャプテン翼 第27巻」 - Kyaputen Tsubasa 27 | 10 luglio 1987 ISBN 4-08-851877-2    | 1º aprile 2002              |
| 27 | Capitoli - 88. Ricominciare di nuovo da zero (ゼロからの再出発の巻?, Zero kara no sai shuppatsu no maki) - 89. Un altro giocatore forte (もうひとりの実力者の巻?, Mō hitori no jitsuryoku sha no maki) |                                      |                             |
| 27 | Trama Il passivo aumenta ancora e il Giappone viene sconfitto per 5-1 nonostante la rete di Hyuga. Nella seconda amichevole contro le giovanili del Werder Brema, il Giappone rimedia un'altra sconfitta per 3-2. Le reti asiatiche sono di Hyuga e Soda che riducono lo svantaggio iniziale di 3-0 nei confronti del Werder. Dopo queste due sconfitte i giocatori iniziano una serie di allenamenti extra per poter meglio misurarsi nelle prossime gare. Intanto arriva Tsubasa e con il suo innesto la nazionale giapponese ritrova equilibrio e fiducia in se, vincendo tutte le altre amichevoli: vittoria per 3-0 contro le giovanili del Bayern Monaco con reti di Tsubasa, Hyuga e Matsuyama, per 4-0 contro le giovanili dell'Ajax e 3-1 contro quelle del Belgio. Si unisce poi al resto della squadra anche Taro Misaki. |                                      |                             |
| 28 | Capitan Tsubasa 28 「キャプテン翼 第28巻」 - Kyaputen Tsubasa 28 | 10 settembre 1987 ISBN 4-08-851878-0 | 1º maggio 2002              |
| 28 | Capitoli - 90. Grande riunione a Parigi!! (パリ大集結!!の巻?, Pari dai shūketsu!! no maki) - 91. La grande partenza (大いなる旅立ちの巻?, Ōinaru tabidachi no maki) |                                      |                             |
| 28 | Trama Il Giappone gioca la prima partita del campionato contro l'Italia. Tra le due squadre si sarebbe dovuta disputare in precedenza anche un'amichevole, ma gli azzurri, dopo aver visto le scarse prove contro le giovanili di Amburgo e Werder, ci ripensarono, facendo adirare Tsubasa che da solo sfidò tutta la nazionale italiana driblando i giocatori e facendo un goal al portiere Gino Hernandez con il Drive Shot. Il Giappone attacca ma il portiere italiano Hernandez para tutti i tiri diretti verso la porta. In contropiede l'Italia segna l'uno a zero. Viste le difficoltà della sua squadra nel costruire gioco, l'allenatore sostituisce Kazuo Tachibana con Misaki. |                                      |                             |
| 29 | Capitan Tsubasa 29 「キャプテン翼 第29巻」 - Kyaputen Tsubasa 29 | 10 novembre 1987 ISBN 4-08-851879-9  | 1º giugno 2002              |
| 29 | Capitoli - 92. Ritorno perfetto! Golden Combi (完全復活! 黄金コンビ!!の巻?, Kanzen fukkatsu! Ōgon konbi!! no maki) - 93. Giuramento nel cielo stellato (星空の誓いの巻?, Hoshizora no chikai no maki) |                                      |                             |
| 29 | Trama Misaki fa un assist a Tsubasa che segna l'uno pari e al sessantesimo e ultimo minuto Hyuga segna il gol della vittoria. Nelle altre partite del mondiale la Germania si impone sul Canada per 4-0 mentre l'Uruguay vince sul Belgio 3-1. Brillano le stelle di Karl Heinz Schneider e Ramon Victorino autori entrambi di una tripletta. La Francia batte con lo stesso risultato dell'Uruguay l'Inghilterra, ma sono questi ultimi a passare in vantaggio. I transalpini, nonostante la classe di El Cid Pierre, faticano a trovare il pareggio, fino a quando il mister Carbonara non manda in campo il centravanti Luis Napoleon. Con la grande intesa che questi ha con Pierre segna una tripletta e porta a casa la vittoria per la sua squadra. Qualche giorno dopo l'Italia gioca contro l'Argentina e perde 5-0, complice l'assenza del portiere Hernandez infortunatosi alla mano durante l'incontro contro il Giappone. Il Giappone quindi deve assolutamente battere l'Argentina perché anche in caso di parità l'Argentina passerebbe il turno per differenza reti. |                                      |                             |
| 30 | Capitan Tsubasa 30 「キャプテン翼 第30巻」 - Kyaputen Tsubasa 30 | 8 gennaio 1988 ISBN 4-08-851880-2    | 14 luglio 2002              |
| 30 | Capitoli - 94. Non arrendersi mai (ネバーギブアップの巻?, Nebā Gibu Appu no maki) |                                      |                             |
| 30 | Trama La partita inizia e l'Argentina si porta subito sul 3-0 grazie a una tripletta di Juan Diaz. Il Giappone si riprende e segna il 3-1 con Hyuga poi i Tachibana segnano il 3-2 con lo skylab twin shot ma sbattono contro i pali e si infortunano. Li sostituiscono Sano e Izawa. Nella ripresa Misaki pareggia con una rovesciata ma l'Argentina ripassa in vantaggio grazie a una rete di Diaz che segna dopo aver dribblato otto giocatori giapponesi. Hyuga pareggia di testa, e a cinque minuti dalla fine, con il risultato sul 4-4, entra Jun Misugi. |                                      |                             |
| 31 | Capitan Tsubasa 31 「キャプテン翼 第31巻」 - Kyaputen Tsubasa 31 | 10 marzo 1988 ISBN 4-08-851881-0     | 19 agosto 2002              |
| 31 | Capitoli - 95. Il ritorno del giovane nobile (貴公子復活!!の巻?, Kikōshi fukkatsu!! no maki) - 96. I veri colori del fireball (火の玉の正体の巻?, Hinotama no shōtai no maki) - 97. Adesso, il fantasma (幻が今…!!の巻?, Maboroshi ga ima...!! no maki) - 98. La guerra ha inizio!! Giappone contro Francia (開戦!! 日本対フランスの巻?, Kaisen!! Nippon tai Furansu no maki) |                                      |                             |
| 31 | Trama Misugi segna il gol della vittoria con una rovesciata. Diaz tenta il pareggio allo scadere con un Drive Shot dalla linea di centrocampo ma Wakashimazu riesce a parare in due tempi salvando il risultato. Il Giappone accede così alle semifinali. Nella prima semifinale la Germania supera con un perentorio 6-1 l'Uruguay. A passare in vantaggio però sono i sudamericani con Victorino, ma Schneider in poco tempo ribalta il risultato portando la sua squadra sul 2-1. L'Uruguay ha poi l'opportunità di pareggiare grazie ad un calcio di punizione, ed in porta debutta Deuter Müller, portiere dal fisico imponente ma dotato di una agilità notevole. Alla ripresa del match Muller fa vedere subito le sue capacità parando la punizione di Victorino con una mano sola senza l'aiuto della barriera. La Germania poi dilaga con altri due goal di Schneider, Schester e Margas. Il Giappone incontra la Francia in semifinale. La partita inizia bene per i nipponici, che marcano al meglio gli assi europei Pierre e Napoleon con Misaki e Soda, e Tsubasa segna alla prima occasione. |                                      |                             |
| 32 | Capitan Tsubasa 32 「キャプテン翼 第32巻」 - Kyaputen Tsubasa 32 | 10 maggio 1988 ISBN 4-08-851882-9    | 19 settembre 2002           |
| 32 | Capitoli - 99. L'attacco della bella bestia (美獣の来襲の巻?, Bi jū no raishū no maki) |                                      |                             |
| 32 | Trama Immediata la reazione della Francia che pareggia con lo slider shot di Pierre; poco dopo l'arbitro espelle Soda per gioco pericoloso su Napoleon e concede un rigore alla Francia che Pierre trasforma senza problemi e Napoleon segna il gol che porta sul 3-1 i padroni di casa. La Francia ottiene il vantaggio nella prima ripresa, ma il Giappone in 10 contro 11 domina la gara nel secondo tempo, Hyuga e Tsubasa segnano entrambi una rete, nonostante ciò Pierre e Napoleon usando l'Eiffel Attack riescono a riportare in vantaggio la Francia con una rete di Pierre. |                                      |                             |
| 33 | Capitan Tsubasa 33 「キャプテン翼 第33巻」 - Kyaputen Tsubasa 33 | 8 luglio 1988 ISBN 4-08-851883-7     | 1º ottobre 2002             |
| 33 | Capitoli - 100. L'ultima scommessa di Misaki (岬の最後のかけの巻?, Misaki no saigo no kake no maki) - 101. Una disperata difesa all'ultimo sangue (血まみれの死守の巻の巻?, Chimamire no shishu no maki) - 102. Il pugno miracoloso (奇跡をよぶ拳の巻の巻?, Kiseki o yobu kobushi no maki) |                                      |                             |
| 33 | Trama Nel recupero il Giappone pareggia con Misaki che segna il gol del 4-4. I tempi supplementari finiscono senza reti dove il Giappone ha giocato prevalentemente in difesa. Si va ai rigori e Pierre riesce a segnare calciando dal dischetto, inoltre Wakashimazu subisce delle reti da altri tre giocatori della Francia, anche Misaki, Hyuga, Matsuyama e Misugi mettono a segno le reti vincenti per il Giappone, infine Wakashimazu para il tiro di Napoleon, permettendo così a Tsubasa di segnare il rigore della vittoria e il Giappone si impone per 5-4 contro la Francia. |                                      |                             |
| 34 | Capitan Tsubasa 34 「キャプテン翼 第34巻」 - Kyaputen Tsubasa 34 | 9 settembre 1988 ISBN 4-08-851884-5  | 19 novembre 2002            |
| 34 | Capitoli - 103. I leoni della finale (決勝の獅子たち！の巻?, Kesshō no shishi tachi! no maki) - 104. Primo gol fiammeggiante (炎の先取点の巻?, En no senshu ten no maki) |                                      |                             |
| 34 | Trama Il Giappone gioca la finale contro la Germania Occidentale e a causa dell'infortunio di Wakashimazu gioca Wakabayashi. Il Giappone si è preparato all'evenienza per riuscire a stupire i fortissimi avversari tedeschi e Wakabayashi, che milita nel campionato tedesco, ha stilato un rapporto con tutti i punti di forza e i punti deboli dei calciatori della Germania Ovest; unico assente nell'analisi degli avversari è il portiere Deuter Müller, che non ha partecipato all'ultimo campionato tedesco giovanile. Il Giappone è subito aggressivo grazie ai consigli di Wakabayashi, ma Muller blocca facilmente tutti i tiri avversari. I tedeschi cambiano quindi strategia e Schneider scarica un Fire Shot che si insacca alle spalle di Wakabayashi. |                                      |                             |
| 35 | Capitan Tsubasa 35 「キャプテン翼 第35巻」 - Kyaputen Tsubasa 35 | 10 novembre 1988 ISBN 4-08-851885-3  | 19 dicembre 2002            |
| 35 | Capitoli - 105. Il tiro più potente della storia (史上最強のシュートの巻?, Shijō saikyō no shūto no maki) - 106. Rispondi al messaggio (メッセージにこたえろ！の巻?, Messēji ni kotaero! no maki) - 107. Appare il migliore del mondo!? (世界一がみえた!?の巻?, Sekai ichi ga mie ta!? no maki) |                                      |                             |
| 35 | Trama La Germania Ovest ora conduce per 1-0 e si rende nuovamente pericolosa. Nel secondo tempo il centrocampo del Giappone riprende il sopravvento e riesce a pareggiare grazie a un gol di testa di Misaki, Müller aveva vanamente tentato di fermare la palla con la sua mano ma Tsubasa è riuscito con le gambe a dare una maggior spinta a Misaki permettendo a quest'ultimo di mettere la palla in rete. La Germania Ovest è sconvolta, e il Giappone ne approfitta per siglare il 2-1 con il Neo Tiger Shot di Hyuga. I tedeschi si fanno un esame di coscienza e passano al contrattacco, con Schneider che finalizza un'azione con un tiro di sinistro che sorprende Wakabayashi e si insacca a fil di palo per il 2-2. |                                      |                             |
| 36 | Capitan Tsubasa 36 「キャプテン翼 第36巻」 - Kyaputen Tsubasa 36 | 10 gennaio 1989 ISBN 4-08-851886-1   | 19 gennaio 2003             |
| 36 | Capitoli - 108. Un giuramento fatto al cielo (大空への誓いの巻?, Ōzora he no chikai no maki) - 109. Confessioni (告白！の巻?, Kokuhaku! no maki) |                                      |                             |
| 36 | Trama Il Giappone è stanco e la Germania Occidentale galvanizzata. La partita si risolve proprio all'ultimo minuto: Schneider ha un'ottima occasione e tira il suo Last Fire Shot che Wakabayashi blocca in due tempi evitando il tap-in di Margas; il Giappone sale in contropiede con una serie di scambi che portano Tsubasa in condizione di tiro in rovesciata: il suo tiro è intuito da Muller, ma non è un qualsiasi Overhead Shot, bensì un Drive Overhead Shot, con l'effetto del Drive Shot. Il tiro beffa Muller e si insacca, forando la rete, per il 3-2 definitivo e la vittoria finale del Giappone. Al rientro in patria Tsubasa consegue la licenza media, si allena con una squadra di professionisti e debutta nella nazionale maggiore nell'amichevole contro il Gremio. Inoltre si fidanza con Sanae Nakazawa. |                                      |                             |
| 37 | Capitan Tsubasa 37 「キャプテン翼 第37巻」 - Kyaputen Tsubasa 37 | 10 marzo 1989 ISBN 4-08-851887-X     | 19 febbraio 2003            |
| 37 | Capitoli - 110. Il nuovo inizio di ognuno (それぞれの旅立ちの巻?, Sorezore no Tabidachi no Maki) - 111. Il sogno di Tsubasa (翼への夢の巻?, Tsubasa he no Yume no Maki) - 112. Verso una nuova era (新しい時へ！の巻?, Atarashī Toki he! no Maki) - 113. Vola alto con le tue ali (翔（と）び立つ翼の巻?, Tobi Tatsu Tsubasa no Maki) - 114. Partenza solitaria (ひとりきりの出発（たびだち）の巻?, Hitori Kiri no Shuppatsu no Maki) |                                      |                             |
| 37 | Trama Tsubasa parte per il Brasile per incontrare Roberto e fare il passaggio al professionismo. Anche gli altri giocatori della nazionale conseguono la licenza media. Misaki torna in Giappone, a Shizuoka, e si riunisce ai compagni della Nankatsu, mentre Wakabayashi, ottiene a 15 anni il suo primo contratto da professionista e debutta in Bundesliga. |                                      |                             |